# 布達瓦信義宗教堂

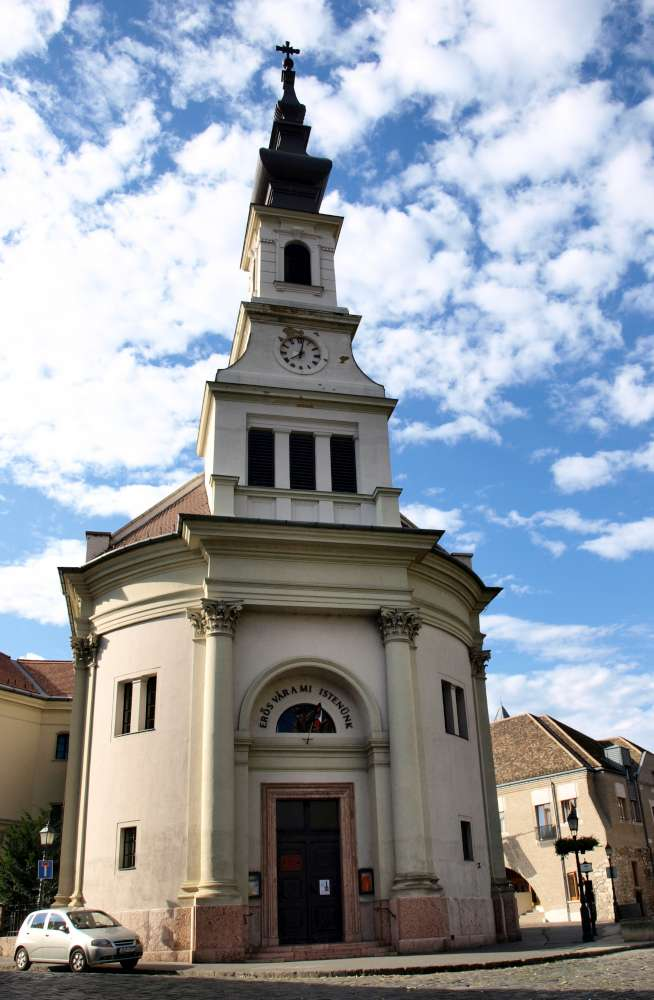
布達瓦信義宗教堂

布達瓦信義宗教堂（Lutheran Church of Budavár）是布達歷史最古老的信義宗教堂，修建於1895年，位於布達佩斯的I區。這座教堂修建於1895年，設計者是Mór Kallina。教堂是新古典主義風格建築。在第二次世界大戰期間，這座教堂嚴重被毀。教堂在戰後得到重建。

## 外部連結
- Home page of the congregation （页面存档备份，存于）

47°30′17″N 19°01′51″E / 47.50472°N 19.03083°E